# Dischord Records
Dischord Records és un segell discogràfic independent fundat el 1980 per Ian MacKaye, Jeff Nelson i Nathan Strejcek a Washington DC, amb el propòsit de treballar i impulsar l'emergent escena local de punk, hardcore i post-hardcore de l'est dels Estats Units.

## Història
La història de Dischord Records està estretament lligada a la de la banda de punk rock Minor Threat.
El 1980, la banda de hardcore The Teen Idles, formada per Ian MacKaye i Jeff Nelson, es desintegra i ambdós decideixen crear un segell discogràfic amb el qual començar des del principi.
Mackaye, Nelson i Strejcek funden, el 1980, Dischord Records per a autodistribuir-se els discos de la banda de Mackaye i Nelson, Minor Threat. Aquesta banda només va romandre tres anys en els escenaris, però el seu llegat és evident. Tan sols un àlbum, Out of Step, tres EPs i uns quants discos recopilatoris van bastar perquè Minor Threat iniciés un inesgotable corrent de bandes hardcore i straight edge, sent un dels propulsors d'ambdós subgèneres del punk. En el hardcore, Minor Threat forma parteix dels "tres grans" al costat de Black Flag i Bad Brains.
Una nova banda havia sorgit i, a pesar de la seva curta durada, havia deixat tot un futur a Dischord. Entre el catàleg de Dischord estaven bandes com Government Issue, The Faith, Void, Youth Brigade, Iron Cross, Embrace, Rites of Spring, Nation of Ulysses, Scream, Soulside, Gray Matter, Jawbox, Marginal Man, Shudder to Think, Dag Nasty, Lungfish i Fugazi. Eren diverses les discogràfiques independents del moment que treballaven en l'escena hardcore com Alternative Tentacles, SST Records, i Touch & Go Records, però cada nou llançament de Dischord era molt esperat pels seguidors del gènere, caracteritzat per l'ètica fes-lo tu mateix (DIY, en anglès "Do It Yourself").
A la fi dels anys vuitanta sorgeixen els primers grups emo i post-hardcore, amb bandes al capdavant com Rites of Spring, Embrace i Fugazi, totes elles bandes de Dischord.
En l'actualitat, el segell continua treballant amb nous grups de l'escena punk i hardcore, sobretot de Washington DC i ha ampliat les seves mires fixant-se en bandes d'altres subgèneres derivats com el dance-punk i el post-punk revival com Q and Not U, Beauty Pill, Antelope, Faraquet, Medications, Black Eyes i The Aquarium.
El 2016 bolcaren tot el seu catàleg a Bandcamp, una plataforma de música.

## Catàleg de bandes
- Antelope (2001–)
- The Aquarium (2002–)
- Artificial Peace (1980-1981)
- Autoclave (1990-1991)
- Beauty Pill (1999–)
- Beefeater (1984-1986)
- Black Eyes (2001-2004)
- Bluetip (1995-2002)
- Branch Manager (1990-1997)
- Capitol City Dusters (1996–2003)
- Circus Lupus (1990-1993)
- The Crownhate Ruin (1994-1996)
- Dag Nasty (1985-1991)
- Deadline (1981-1982)
- Double-O (1983)
- Egg Hunt (1986)
- El Guapo (1996-2006)
- Embrace (1985-1986)
- The Evens (2001–)
- Faith (1980-1983) (Creat per Alec MacKaye, germà de Ian MacKaye)
- Faraquet (1997-2001)
- Fidelity Jones (1988-1990)
- Fire Party (1986-1990)
- French Toast (2001–)
- Fugazi (1987-2001)
- Government Issue (1981-1989)
- Gray Matter (1983-1986; 1990-1993)
- Happy Go Licky (1987-1988)
- High Back Chairs (1989-1993)
- Holy Rollers (1989-1995)
- Hoover (1992-1994)
- Ignition (1986-1989)
- Iron Cross (1981-1985)
- Jawbox (1989-1997) (primera banda de Dischord que va marxar a una gran discogràfica, el 1993)
- Lungfish (1988–)
- The Make-Up (1995-2000)
- Marginal Man (1982-1988)
- Medications (2003–)
- Minor Threat (1980-1983)
- Nation of Ulysses (1988-1992)
- One Last Wish (1986)
- The Pupils (2000–)
- Q and Not U (1998-2005)
- Red C (1981)
- Rites of Spring (1984-1986)
- Scream (1981-1990)
- Severin (1989-1993)
- Shudder to Think (1986-1998)
- Skewbald/Grand Union (1981)
- Slant 6 (1992-1995)
- Smart Went Crazy (1993-1998)
- Soulside (1986-1989)
- State of Alert (1980-1981)
- Teen Idles (1979-1980)
- Three (1986-1988)
- Trusty (1989-1997)
- Untouchables (1979-1981)
- Void (1980-1983)
- The Warmers (1994-1997)
- Youth Brigade (1981)